# I hvilket vand
I hvilket vand er en dansk kortfilm fra 1985 med instruktion og manuskript af Leif Magnusson.

## Handling
Drama om en familie. Axel er på prøve som togkonduktør men stikker af, da han kommer i tanke om, at han har en aftale med sin far, som han ikke har set længe. Axel opsøger sit hjem, men faderen og moderen er væk. Kun moderen vender hjem.